# Ригор из Сен-Дени
Ригор из Сен-Дени, или Ригорд (фр. Rigord, лат. Rigordus или Rigotus Sancti Dionysii, также Rigold, Rigout, Rigordus Medicus или Rigordus Chronographus; около 1145 или 1150, Алес или Тулуза — 27 ноября 1207, 1208 или 1209, Сен-Дени близ Парижа) — французский хронист и медик, монах-бенедиктинец из аббатства Сен-Дени, автор «Деяний Филиппа Августа, короля франков» (лат. Gesta Philippi Augusti Francorum Regis).

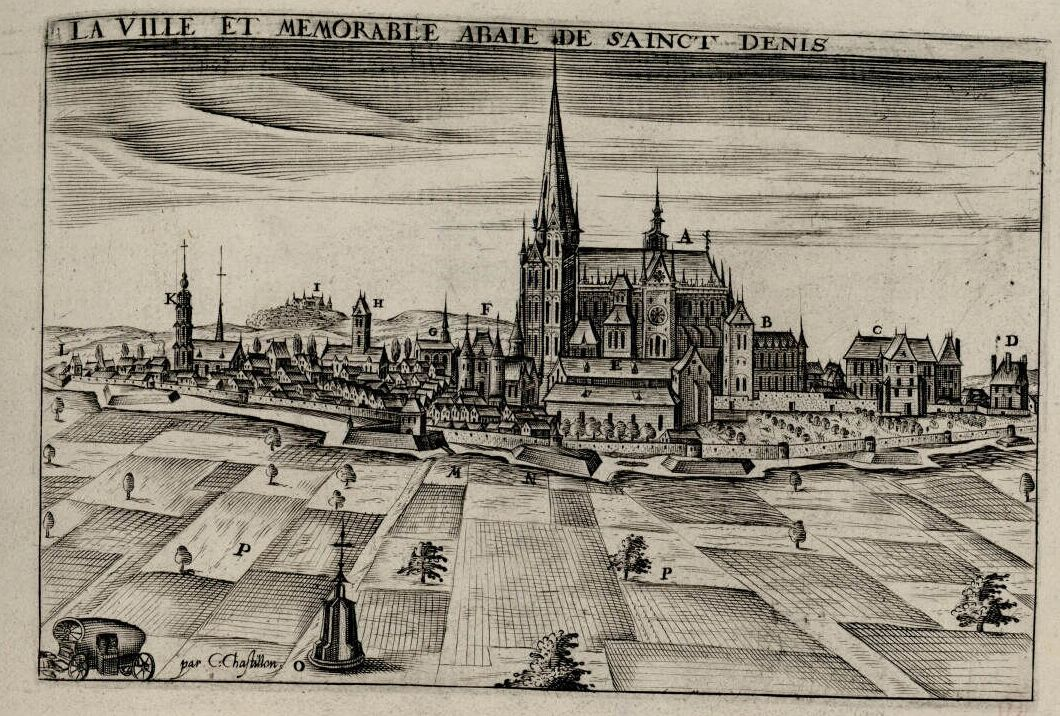
Аббатство Сен-Дени в 1600 году. Гравюра по рисунку Клода Шатильона

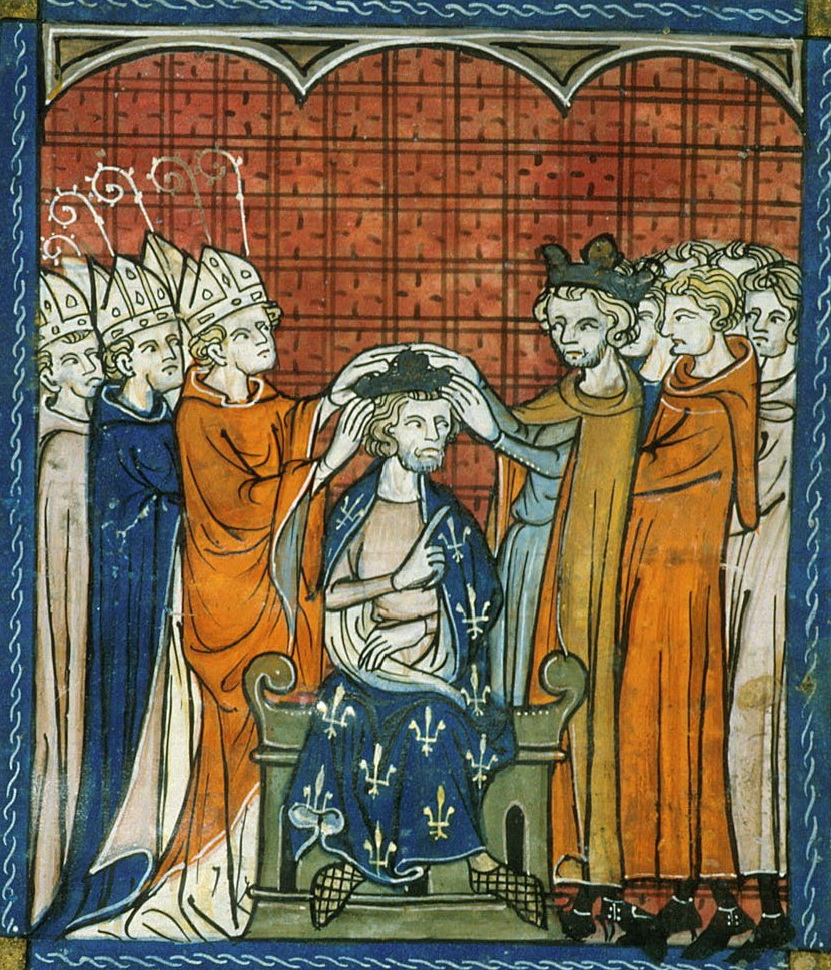
Коронация Филиппа II Августа. Миниатюра из рукописи «Хроник Сен-Дени» (1332—1350)

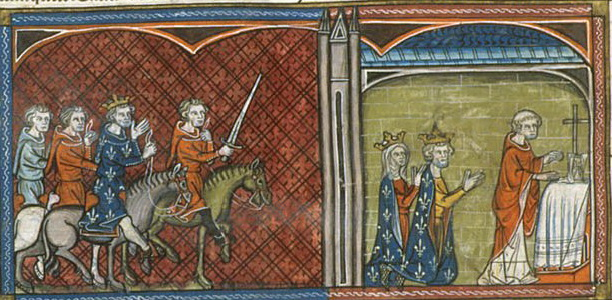
Паломничество Филиппа II Августа в Сен-Дени. Миниатюра из рукописи «Хроник Сен-Дени» (1332—1350)

## Биография
Родился около 1145 или 1150 года в Лангедоке, недалеко от Алеса, или в Тулузе. Возможно, являлся родственником Бернара Ригора (лат. Bernardus Rigordi), городского советника в Монпелье, упоминаемого в документах под 1212 годом.
В юности изучал в Тулузе медицину и некоторое время был практикующим врачом. В предисловии к своей биографии короля Филиппа Августа (1179—1223), адресованном наследнику последнего Людовику VIII (1223—1226), называет себя «магистром Ригором, родом готом, ремеслом своим лекарем, хронографом французских королей, недостойным монахом из аббатства Сен-Дени» (лат. Magifter Rigordus natione Gothus, profestione phyficus, regis Francorum chronographus, bead Dionisi Areopagitae clericorum minimus). Исторически присутствие вестготов в Септимании зафиксировано с V века н. э., с начала IX века там существовал маркизат Готия, территория которого позже вошла в состав Лангедока и Прованса. Однако никаких оснований полагать, что указание хрониста на свою этническую принадлежность не является данью традиции, на сегодняшний день нет.
Около 1186 года вступил в орден бенедиктинцев, подвизавшись в монастыре в Аржантёе, а затем, с 1189 года — в аббатстве Сен-Дени близ Парижа. С помощью аббата Сен-Дени Гуго V де Фуко (1180—1197) завёл широкие связи при дворе короля Филиппа II, которому, вероятно, оказывал также медицинские услуги. В 1205 году торжественно встречал в Сен-Дени реликвии, доставленные королём из Константинополя после четвёртого крестового похода — гвозди из Животворящего креста Спасителя.
Одряхлевший и не способный уже писать, возможно, он прожил ещё несколько лет после завершения около 1208 года своих исторических трудов. Точная дата смерти не установлена, называют как 1207, так и 1208 или 1209 год, известно лишь, что скончался он в Сен-Дени 27 ноября.

## Сочинения
Основным историческим трудом Ригора стали латинские «Деяния Филиппа Августа, короля франков» (лат. Gesta Philippi Augusti Francorum Regis), охватывающие события с 1179 по 1206 год, и имевшие три редакции.
Первая из них, более пространная и носящая местами характер панегирика, охватывала события 1179—1190 годов и была представлена в 1196 году самому французскому монарху. Вторая, сокращённая, относится к 1200 году и носит уже следы критики в адрес последнего, вызванные недовольством поступком короля, отвергшего в 1196 году свою вторую жену Ингеборгу Датскую, консуммировать брак с которой он, по словам летописца, не смог из-за некого «колдовства», и вступившего в третий брак с Агнессой Меранской, а после того, как 13 января 1200 года папа Иннокентий III наложил за это на страну интердикт, притворно вернувшего во дворец законную супругу. Третья, дополненная, редакция составлена была около 1208 года и является наиболее обстоятельной и объективной.
Работу над историей короля Ригор начал не позже 1190 года по собственной инициативе, или по предложению своего настоятеля Гуго де Фуко. Основными источниками для него, помимо личных впечатлений, послужили письма и документы из монастырского архива, а также, вероятно, из королевской канцелярии, которые он мог получить как человек, имевший связи при дворе.
Текст «Деяний», которому во второй их редакции предшествует пролог в виде послания, адресованного будущему королю и наследнику Людовику VIII, разбит на главы, многие из которых имеют заголовок. Биографию Филиппа II, которого он первым среди историков называет «Августом» как собирателя французских земель, увеличившим государство (лат. augebat rem publicam), Ригор излагает в виде хроники, начиная с обстоятельств рождения и коронации его в 1179 году и доводя своё повествование до 1206 года. Описывая события в хронологическом порядке, он прерывает их текстами документов и писем, или историческими экскурсами. Демонстрируя некоторую эрудицию, он обильно цитирует в своём сочинении не только Ветхий и Новый Заветы, но и римских поэтов Горация и Вергилия. Анализ текста его сочинения выдаёт также знакомство с «Историей британских королей» Гальфрида Монмутского и схоластической философией Гуго Сен-Викторского.
Причины важнейших событий рассматриваются Ригором, как правило, с точки зрения средневекового провиденциализма и объясняются, по примеру Блаженного Августина, проявлением Божественной воли. Рассуждая о «справедливости» или «греховности» поступков короля и других исторических деятелей, попутно он включает в своё повествование упоминания о природных явлениях и разных чудесах, безоговорочно доверяя астрологии и порой высказывая эсхатологические взгляды.
Так, под 1187 годом он бесстрастно сообщает: «В том же году, в праздник святого Луки, умер папа Урбан III: он восседал на престоле полтора года. Его преемником стал Григорий VIII, пробывший папой полтора месяца. Последнего в том же году сменил папа Климент III, римлянин по рождению… Это следствие ошибок, совершённых самими Папами, а также неповиновения людей, их подданных, не желающих обратиться милостью Божией к добру. Ибо никто не может выйти из Вавилона, то есть из смешения, беспорядка и греха, собственными силами или собственным разумением — для этого надо, чтобы Бог даровал нам свою милость. Мир старится, и всё стареет на сем свете и дряхлеет, вернее, впадает в детство… В тот год, когда Саладином был взят Иерусалим, у всех родившихся детей было только по двадцать или двадцать два зуба вместо тридцати или тридцати двух, как обычно».
Наряду с реальными фактами, Ригором излагается немало традиционных для историописания его эпохи легенд, мифов и «удивительных случаев, которые Господь явил людям в защиту раба своего короля Филиппа». Так, в главе 29-й он сообщает о чуде, случившемся в 1185 году на День Иоанна Крестителя у замка Бове близ Амьена, где вытоптанные королевским войском на принадлежащих местным каноникам полях хлеба «восполнились в тот год так полно и изобильно, что, после обмолота и провеивания, обнаружили стократное увеличение количества». После чего «амьенские каноники со всем народом, видя такое чудо, устрашились короля, ибо увидели, что мудрость Божия в нём».
В главе 38-й, описывая недовольство короля состоянием утопавших в непролазной грязи парижских улиц, после чего последовало его распоряжение замостить их плитами из песчаника, он приводит народную этимологию древнего названия французской столицы Лютеция (лат. Lutetia), производя его от слова luteus («грязный»), а современное название — от имени античного героя-троянца Париса. Рассказывая в следующих главах (39–41) о троянском происхождении французских королей и выводя род их легендарного предка Фарамонда от Гектора, сына Приама, он ссылается на Евсевия Кесарийского (IV в. н. э.), Идация Галисийского (V в. н. э.), Григория Турского (VI в.), Фредегара (VII в.) и анонимные «Деяния франков» (около 1100 г.).
Будучи довольно начитанным в классической, церковной и медицинской литературе, Ригор остаётся ещё во власти ментальных предрассудков своего времени. Так, рассыпаясь в дифирамбах Филиппу Августу, в начале своего правления грубо обиравшему «проклятых иудеев» (лат. perfidi Judei), он выражает неподдельную радость, когда десять лет спустя тот же король велит сжечь в Бри-Комт-Робере восемьдесят евреев, обвинённых в казни христианина.
Значительный интерес для исследователей представляют включённые в текст «Деяний» исторические письма и документы, например, изданные королём в 1188 году накануне третьего крестового похода ордонансы о двухлетней отсрочке долгов для крестоносцев и о взимании на их нужды «Саладиновой десятины» с остающихся во Франции клириков и мирян, или распоряжения его насчёт бальи и прево королевского домена, отправленные в июне 1190 года, уже из похода, королеве-матери, регентше Франции Адели Шампанской и архиепископу Реймса Гильому Белые Руки.
Не отличавшееся изяществом изложения, написанное, по меткому выражению французского историка-медиевиста Доминика Бартелеми, «невыносимым суконным языком», сочинение Ригора пользовалось известностью ещё при его жизни и было продолжено до 1224 года капелланом короля Филиппа Гийомом Бретонским. В середине XIII столетия оно было включено в состав «Больших французских хроник» их переводчиком на французский язык монахом из Сен-Дени Приматом, а несколько позже использовано младшим современником последнего Винсентом из Бове при составлении исторического раздела «Великого Зерцала».
Перу Ригора принадлежит также краткая «История французских королей» (лат. Histoire des rois de France), составленная им не позже 1196 года на основании «Хроники Фредегара» (VII в.), «Gesta Francorum» (нач. XII в.) и ряда др. источников, сохранившаяся во фрагментах.

## Рукописи и издания
Оригинальная рукопись «Деяний Филиппа» считается утраченной. Однако сохранились два ранних списка труда Ригора, один из которых, относящийся к началу XIV века, хранится в Национальной библиотеке Франции (BnF lat. 5925 (С)), а второй, датированный второй половиной XIII века, находится в Фонде королевы Кристины библиотеки Ватикана (Reg. lat. 88 (V)). Две более поздние копии (Reg. lat. 930 и Reg. lat. 1758 6) хранятся в том же собрании королевы Кристины.
Впервые «Деяния Филиппа Августа» были изданы в 1596 году в оригинале во Франкфурте-на-Майне учёным гугенотом, историком и правоведом Пьером Питу, в подготовленном им к печати сборнике сочинений французских хронистов. В 1649 году они вошли в 5-й том незаконченного издания «Историки Франции» (лат. Historiae Francorum scriptores), выпускавшегося по инициативе кардинала Ришельё королевским историографом Андре Дюшеном и продолженного его сыном Франсуа Дюшеном.
В 1818 году латинский текст «Деяний Филиппа Августа» был опубликован в Париже учёным монахом-бенедиктинцем из конгрегации Св. Мавра Мишелем Жаном Франсуа Бриалем в XVII томе «Собрания историков Галлии и Франции» (фр. Recueil des historiens des Gaules et de la France, основанного Мартином Буке; и там же в 1878 году был переиздан. Комментированное научное издание было выпущено в 1882 году в Париже историком Анри Франсуа Делабордом для серии «Общества истории Франции» (фр. Société de l'histoire de France). На сегодняшний день оно остаётся единственным и наиболее полным академическим изданием оригинального текста сочинения Ригора.
Французский перевод «Деяний», выполненный известным историком Франсуа Гизо, был опубликован в 1825 году в Париже в «Собрании мемуаров, относящихся к истории Франции» (фр. Collection des Mémoires relatifs a L’Histoire de France), и затем переиздавался неоднократно. Новейшее его издание было подготовлено в 2017 году в Париже писателем, переводчиком и издателем Жаном-Франсуа Мерле. Новейший английский перевод был подготовлен американским историком средневековой церкви профессором Корнеллского университета (Итака, штат Нью-Йорк) Полом Р. Хайамсом.

## Публикации
- Ригор. Деяния Филиппа-Августа. Избранные фрагменты / Пер. Ю. В. Юшина // Кентавр. Studia classica et mediaevalia. — № 4. — М.: Изд-во РГГУ, 2008. — С. 196–224.
- Rigordus. Gesta Philippi Augusti, hrsg. von Pierre Pithou. — Frankfurt, 1596.
- Gesta Philippi Augusti, Francorum Regis, descripta а́ magistra Rigirdo, ipsius Regis chronographo, publiées par Michel-Jean-Joseph Brial // Recueil des Historiens des Gaules et de la France. — Tome 17. — Paris: De L'Imprimerie Royale, 1818. — pp. 1–62.
- Rigord. Vie de Philippe Auguste // Collection des Mémoires relatifs a L’Histoire de France, depuis la fondation de la Monarchie Française jusqu’au 13-е siécle avec une introduction des supplements, des notices et des notes par François Pierre Guillaume Guizot. — Tome 11. — Paris: Chez J. L. Briére, 1825. — pp. v–x, 1–179.
- Gesta Philippi Augusti, descripta а́ magistra Rigirdo, ipsius Regis chronographo, publiées par Michel-Jean-Joseph Brial // Recueil des Historiens des Gaules et de la France. — Tome 17. — Paris: Victor Palmé, 1878. — pp. 1–62.
- Gesta Philippi Augusti. Rigordi Liber // Œuvres de Rigord et de Guillaume le Breton, historiens de Philippe-Auguste, publiées pour la Société de l'histoire de France par H. François Delaborde. — Tome I. — Paris: Renouard, 1882. — pp. iii–xxxiii, 1–167.
- Philippe-Auguste et Louis VIII, la royauté conquérante. Extraits de Rigord, de Guillaume le Breton, de Benoît de Péterborough, de Nicolas de Brai, de la Vie de Louis VIII, de Pierre de Vaux-Cernai, du poème de la Chanson de la croisade des Albigeois, des sirventes de Bertrand de Born, etc. publiés par B. Zeller et A. Luchaire. — Paris: Hachette, 1884. — vi, 140 p. — (L'histoire de France racontée par les contemporains).
- Rigord. Histoire de Philippe Auguste, édition, traduction et notes sous la direction de Élisabeth Carpentier, Georges Pon et Yves Chauvin. — Paris, CNRS Éditions, 2006. — 493 p. — (Sources d'histoire médiévale, 33).
- Rigord. La vie de Philippe II Auguste, 1165—1207, traduit du latin par François Guizot; édition préparée par Jean-François Merle. — Clermont-Ferrand: Paléo, 2017. — 197 p. — (L'Encyclopédie médiévale).